# شهرداری نرینگا
شهرداری نرینگا (لیتوانیایی: Neringos savivaldybė) یک شهرداری در شهرستان کلایپدا، غرب‌ترین مکان لیتوانی است و شامل چندین روستا در نواره کورونی می‌شود. از لحاظ جمعیت، نرینگا کوچک‌ترین شهرداری لیتوانی است. نیدا مرکز دولت و بزرگ‌ترین شهر در شهرداری نرینگا است.

## نام
نام این شهر به نسبت نو است و در نوشتارهای کهن بدین گونه دیده نمی‌شود. نام شهر از واژگان آلمانی (Neringe, Nerunge, Nehrung) گرفته شده است که خود آن از واژه‌ای در زبان کوری (nerija) به معنی زبانه ساحلی شبه‌جزیره‌ای دراز گرفته شده است.

## جغرافیا
نرینگا در جنوب کلایپدا واقع شده است و توسط تالاب کورونی از سرزمین اصلی لیتوانی جدا شده است. نرنینگا از سرزمین اصلی لیتوانی با گذر کشتی از تالاب یا گذر زمینی از طریق استان کالینینگراد روسیه قابل دسترسی است.